# USS Champlin (DD-104)
USS Champlin (DD-104) – amerykański niszczyciel typu Wickes będący w służbie United States Navy w okresie po I wojnie światowej. Patronem okrętu był Stephen Champlin.
Okręt zwodowano 7 kwietnia 1918  w stoczni Union Iron Works w San Francisco. Matką chrzestną była G. H. Rolph. Jednostka weszła do służby 11 listopada 1918, pierwszym dowódcą został Lieutenant Commander F. M. Knox.
"Champlin" dotarł do Newport 12 grudnia 1918 i rozpoczął służbę we Flocie Atlantyku. Po przejściu szkoleń na Karaibach opuścił Nowy Jork 19 listopada 1919 i popłynął do San Diego. Dotarł do tego portu 24 grudnia 1919 i został przeniesiony tego samego dnia do rezerwy Floty Pacyfiku. Pływał w ramach przydziałów szkoleniowych ze zredukowaną załogą do czasu wycofania ze służby 7 czerwca 1922. Stał w San Diego do czasu przydzielenia do eksperymentów 19 maja 1933. "Champlin" został zatopiony w czasie testów 12 sierpnia 1936.